# Scolecobasidium longiphorum
Scolecobasidium longiphorum är en svampart som beskrevs av Matsush. 1975. Scolecobasidium longiphorum ingår i släktet Scolecobasidium, divisionen sporsäcksvampar och riket svampar.   Inga underarter finns listade i Catalogue of Life.